# Jaroslav Poš (malíř)
Jaroslav Poš (3. března 1894 Praha – 12. července 1970 Tučapy) byl český malíř, výtvarný pedagog a zakladatel Pošovy galerie v domě U Řečických, kde se konaly důležité výstavy ve válečných letech 1942–1945.

## Život a dílo
Jaroslav Poš se narodil jako prostřední ze tří dětí Františka Poše (* 1857), pražského učitele obecných a pokračovacích škol, a jeho manželky Josefy, rozené Trötzerové.
Nejprve se učil soukromě ve Výtvarné škole Karla Reisnera a poté v letech 1913-1914 ve večerních kurzech na střední Umělecko-průmyslové škole v Praze. Od roku 1914[zdroj?] do roku 1926 studoval malbu na Akademii výtvarných umění v Praze u prof. Josefa Loukoty, Jana Preislera a Maxe Švabinského, ve školním roce 1925–1926 tam absolvoval v ateliéru Otakara Nejedlého. S Otakarem Nejedlým navštívil dvakrát Paříž a roku 1924 pobýval v Paříži soukromě.
Působil jako středoškolský profesor kreslení na reálkách v Praze VII. Holešovicích a v Praze I. Ječné ulici. Ve 20. letech si založil vlastní soukromou malířskou školu, ve které studoval např. Václav Bartovský.
Jaroslav Poš se věnoval převážně figurální a portrétní malbě, také zátiším, krajinomalbě a grafice. Je autorem portrétu svého přítele Františka Tichého, dále podobizny prezidenta Masaryka, hraběte Kolowrata, Colloredo-Mansfelda z Dobříše ad. Roku 1957 byla podle jeho návrhu vytvořena známka vynálezce hlubotisku Karla Klíče.
Roku 1940 založil ve Vodičkově ulici 10, v Domě u Řečických soukromou galerii, kde ve válečných letech vystavovali členové Skupiny 42 a další významní malíři.
V roce 1953 navrhl poštovní známky s portrétem prezidenta Antonína Zápotockého, Katalog POFIS číslo 736 a 737, jedná se o známky vydané už v Nové měně. Datum vydání je 19.06.1953.

### Výstavy

#### Autorské
- 1944 Jaroslav Poš, Pošova galerie, Praha
- 1971 Jaroslav Poš 1894 - 1970: Souborná výstava malířské tvorby, Galerie U Řečických, Praha

#### Kolektivní (výběr)
- 1944 Srpen u Pošů - výběr prací současných malířů, Pošova galerie, Praha
- 1948 Dobrý originál do malého bytu, Galerie Evropského literárního klubu (bývalá Pošova galerie), Praha 1
- 1954 Členská výstava srpen 1954, Mánes, Praha
- 1967 1. pražský salon, Bruselský pavilon, Praha
- 2005 Kniha v českém kubismu, Muzeum umění Olomouc